# 안나 막달레나 바흐

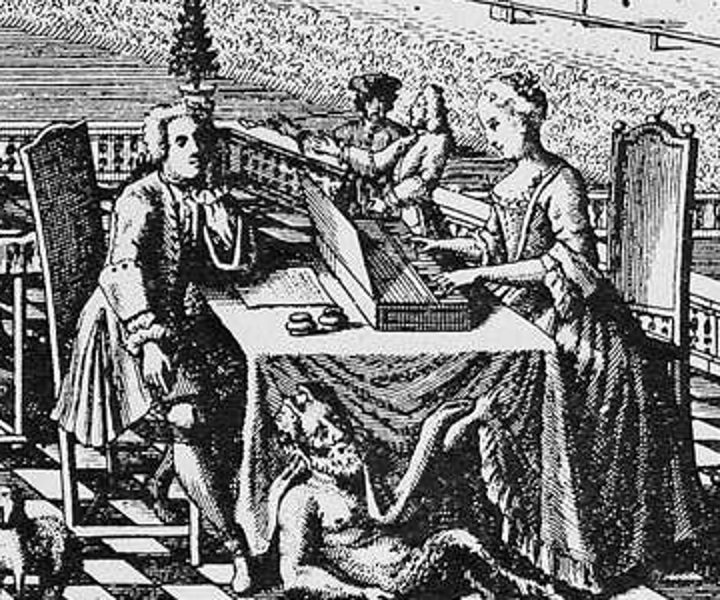
안나 막달레나와 바흐의 그림,1736년.

안나 막달레나 바흐 (Anna Magdalena Bach(Wilcke), 1701년 9월 22일 ~ 1760년 2월 22일)는 요한 제바스티안 바흐의 두 번째 아내이다.

## 일생
안나 막달레나 빌케는 1701년 독일 작센의 차이츠(Zeitz)에서 궁정 트럼펫 연주자의 딸로 태어나 1721년 12월 3일에 바흐와 결혼하였다(바흐의 첫 번째 아내 마리아 바르바라 바흐는 그 전에 병사했다). 당시 바흐는 서른 여섯 살이었으며 그녀는 열 여섯 살 어린 스무 살이었다. 안나는 소프라노로서 노래에 재능이 있었고, 사보를 할 줄 알았으며, 대위법에도 관심이 있는 등 음악에 조예가 깊어 바흐에게 큰 도움이 되었다. 그녀는 13명의 아이를 낳았고, 그중 요한 크리스티안 바흐는 뛰어난 음악적 재질을 가져 이후 '런던의 바흐'라고 불리게 되었다.
그러나 마리아 바르바라가 낳은 아이들은 안나를 무척 싫어해서 바흐가 죽은 뒤로는 그녀와 그녀의 아이들을 전혀 돌보지 않았고, 안나는 가난 속에서 죽어 빈민장례를 치러야 했다.

## 안나 막달레나를 위한 음악수첩
바흐는 자신의 작품을 필사하는 자신의 아내의 정성에 보답하기 위해 1722년과 1725년에 소곡집을 선물했는데, 그것이 안나 막달레나를 위한 음악수첩이다.

## 같이 보기
- 안나 막달레나를 위한 음악수첩